# Museo de Historia Natural e Histórico de San Antonio
El Museo de Historia Natural e Histórico de San Antonio (MUSA), conocido hasta el año 2015 como Municipal de Ciencias Naturales y Arqueología de San Antonio.  La idea de establecer un museo en la ciudad de San Antonio surgió durante el mandato del alcalde Jorge Domazos Pino (1978-1981) y de la jefa de la entonces Casa Cultural Sonia Carrasco, quienes gestionaron con las arqueólogas de la Universidad de Chile Sras. Teresa Planella y Fernanda Falabella, para que lo iniciaran y tutelaran.  La institución fue fundada oficialmente el 10 de octubre de 1980 y registrada ante el Consejo de Monumentos Nacionales.
Inicialmente conocido como el Museo de Arqueología de San Antonio, posteriormente adoptó el nombre de Museo Municipal de Ciencias Naturales y Arqueología de San Antonio, nombre que mantuvo hasta 2015 fecha en que se produjo el cambio hacia su denominación actual, "Museo de Historia Natural e Histórico de San Antonio", abreviado como "MUSA".
Pertenece a la Municipalidad de San Antonio, ubicada en la Región de Valparaíso, Chile. Su concepción surgió como una iniciativa en el seno de la Logia Pitágoras de la Masonería local, con el propósito de contribuir a la educación y formación de personas en la provincia. La responsabilidad de llevar a cabo este proyecto fue encomendada al entonces alcalde y miembro de la masonería Jorge Domazos Pino.
En sus inicios se llamara mediante la Municipalidad de San Antonio,  a los profesores Jorge Del Carmen Arellano Olguín y Pedro Ramírez para que se hagan cargo del mismo, quedando al poco tiempo, solo el señor Ramírez Fuentes, quien se transformara en su primer director ad honorem (1981 - 1991), pero seguía trabajando como docente en varios colegios. Durante esos años las colecciones que exhibe el Museo son facilitadas por las arqueólogas Fernanda Falabella y María Teresa Planella para una primera exhibición y luego las retiran y el señor Ramírez facilita en calidad de préstamo sus colecciones personales de insectos y moluscos exóticos y nativos. Posteriormente en 1991, al jubilar el señor Ramírez, se llevara toda su colección desde el museo, quedando el museo sin piezas de exhibición.
El museo tiene como misión exponer, enseñar , investigar, difundir y preservar los patrimonios naturales y culturales de la comuna y provincia de San Antonio. Su Director y Conservador actual es el Profesor José Luis Brito Montero. Quien está a cargo sin un decreto oficial desde 1992 y quien ingreso al Museo en julio de 1987 mediante el programa de empleo mínimo y luego pasa a honorarios con un bajo sueldo en 1990 y hasta el 2002, en que pasa a Contrata hasta la actualidad.
El museo se encuentra abierto durante todo el año, con entrada gratuita. Los horarios de visita son de martes a sábado, de 10:00 a 14:00 horas y de 15:00 a 18:00 horas, así como los domingos de 10:00 a 14:00 horas. 

## Colección

### Arqueología
Presenta una colección de arqueología en la que se muestran restos preservados del período agroalfarero temprano y tardío de la zona central costera de Chile. Además se encuentran restos atacameños, cerámica diaguita del Complejo Las Ánimas y de los períodos más tardíos, una serie de arpones de hueso de los changos, algunos ejemplares de Ketru metawe, un par de cráneos de individuos de la Cultura Llolleo, encontrados en la Laguna El Peral, Las Cruces, cerámica de la Cultura Aconcagua con sus trinaurios clásicos, hachas de piedra del período agroalfarero tardío encontrados en el Humedal del Yali, en las cercanías de Matanzas. 

### Botánica
En su sección botánica el museo tiene un Jardín Botánico, con especies nativas chilenas, endémicas de la zona (bosque esclerófilo costero). Hay especies de algarrobo, arrayán o chequen, belloto del sur, boldo, canelo, chagual, col de Juan Fernández, Lingue, Litre, maitén, patagua o patahua, Peumo, molle, falso pimiento o pimiento, Qqillay y vautro . 

### Paleontología

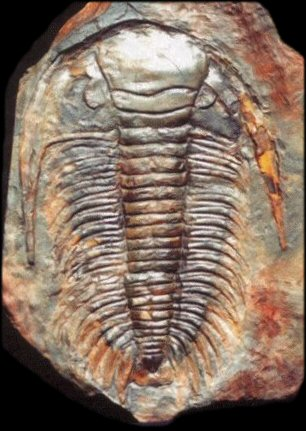
Trilobite.

En su sección paleontología, hay una serie de fósiles desde el período cámbrico hasta el período jurásico. Inetresante es ver jaibas fosilizadas, además de dientes del pariente prehistórico del gran tiburón blanco, el Carcharodon megalodon, casi 4 veces mayor. Otra muestra interesante es la de trilobites.
Dentro del sector cetáceos, hay un cráneo fosilizado de una ballena piloto primitiva (en realidad una clase de delfín), una aleta pectoral completa de Balaenopteridae encontrada en 1978, en Navidad
Interesante es un tronco petrificado de árbol del cretácico superior, encontrado en Algarrobo. 

### Zoología
Hay un capítulo zoología en los que hay muestras gráficas y disecadas de la flora del centro de Chile más algunas especies provenientes de otras latitudes (entre otros hay muestras de cóndor de los Andes, huiravo, lechuza alba, tucuquere, ñandú de los Andes, loro choroy, albatros errante, pingüino magallánico, tonina negra, gato güiña, pudu, coipo o coipú (del mapudungun koypu), murciélago colorado, murciélago gris, y el murciélago cola de ratón).
También se encuentra una extensa colección de cráneos de aves marinas como los del albatros de frente blanca, petrel gigante, pollito de mar común, petrel-paloma de pico delgado, petrel plateado, fardela negra, gaviotín monja, zarapito trinador, gaviotín cola larga o gaviotín de Sudamérica, Gaviotín, gaviota cáhuil o chelle, pingüino de Humboldt, cormorán guanay, guanay, pato lilo o pato de mar, alcatraz piquero común, gaviota cocinera o gaviota dominicana y pelícano peruano o común.

### Geología
En la sección geología se reúnen muestras de las distintas rocas presentes en la zona, especialmente las generadas en la formación de la plataforma costera hace 3 millones de años. 

### Oceanografía
La muestra de oceanografía está centrada en la biología Marina. De especial interés es una exhibición permanente de la fauna ictiológica, en que destacan las muestras que permanentemente complementan los pescadores locales con los productos de su actividad.
Interesante es su colección de almejas, choros, caracoles marinos y abulones.

## Red de apoyo
Su red de apoyo está constituida por la Unión de Ornitólogos de Chile, Red de Centros de Rescate de Fauna Silvestre, Red de Museos de la quinta región y la Red de Tortugas Marinas.